# Pont-Sainte-Maxence
Pont-Sainte-Maxence település Franciaországban, Oise megyében. Lakosainak száma 12 343 fő (2022. január 1.). Pont-Sainte-Maxence Saint-Martin-Longueau, Les Ageux, Bazicourt, Beaurepaire, Brenouille, Fleurines, Houdancourt, Monceaux, Pontpoint, Sacy-le-Grand és Villers-Saint-Frambourg-Ognon községekkel határos.

## Népesség
A település népességének változása:
| Lakosok száma | 12 637 | 12 601 | 12 628 | 12 209 | 12 601 | 12 602 | 12 512 | 12 291 | 12 343 |
|               | 2013   | 2015   | 2016   | 2017   | 2018   | 2019   | 2020   | 2021   | 2022   |